# 飞云江大桥
飞云江大桥也称为飞云江一桥、飞云江“姐妹桥”是中国浙江省温州市瑞安市跨过飞云江的一座桥梁，承载 104国道，老桥1989年1月6日通车，耗资3795万元，在当时是全国最大跨度的预应力混凝土简支梁桥，新桥2011年6月28日通车，新桥建设及旧桥改造总投资3.19亿元。

## 照片

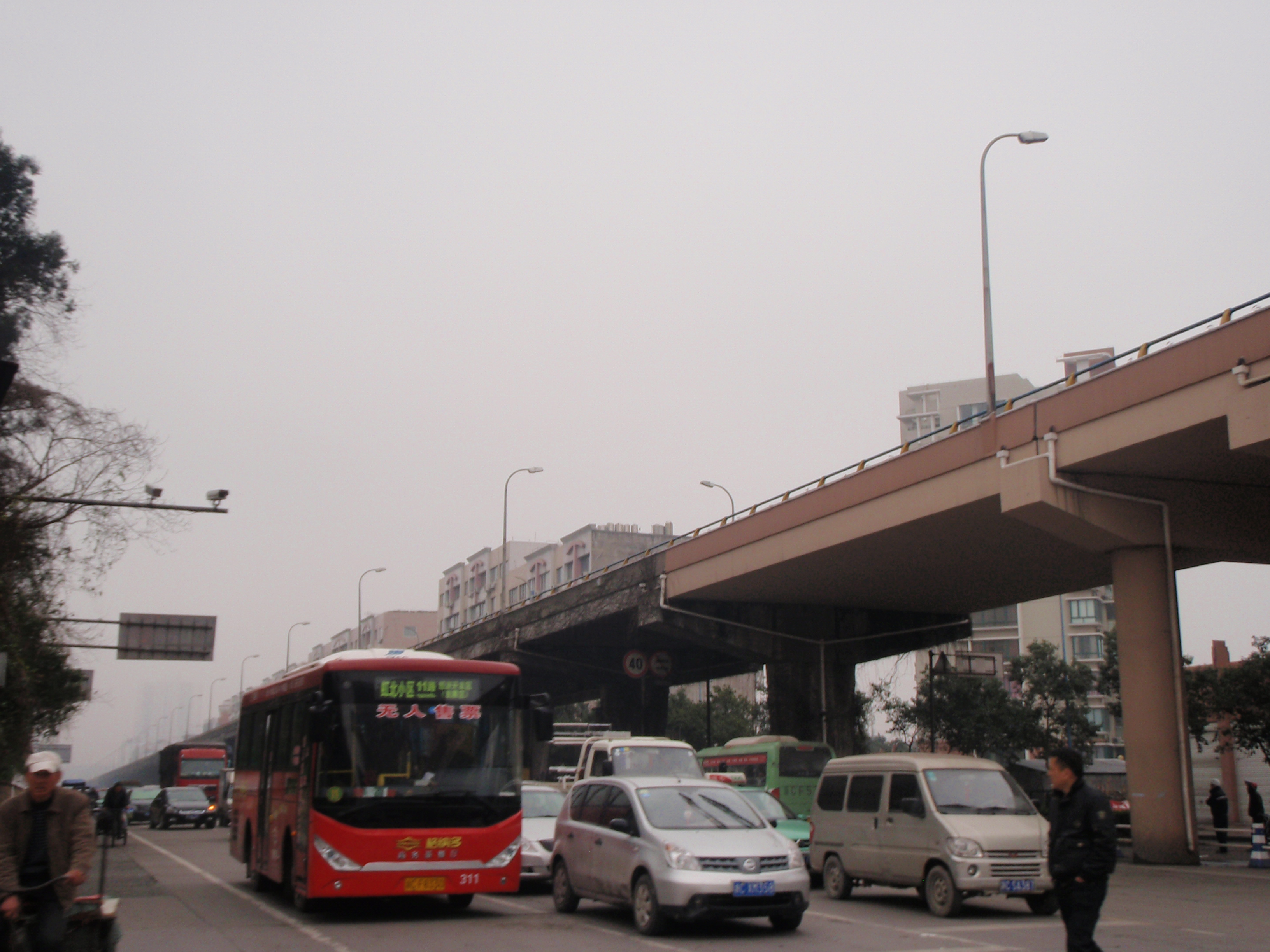
飞云江大桥引桥
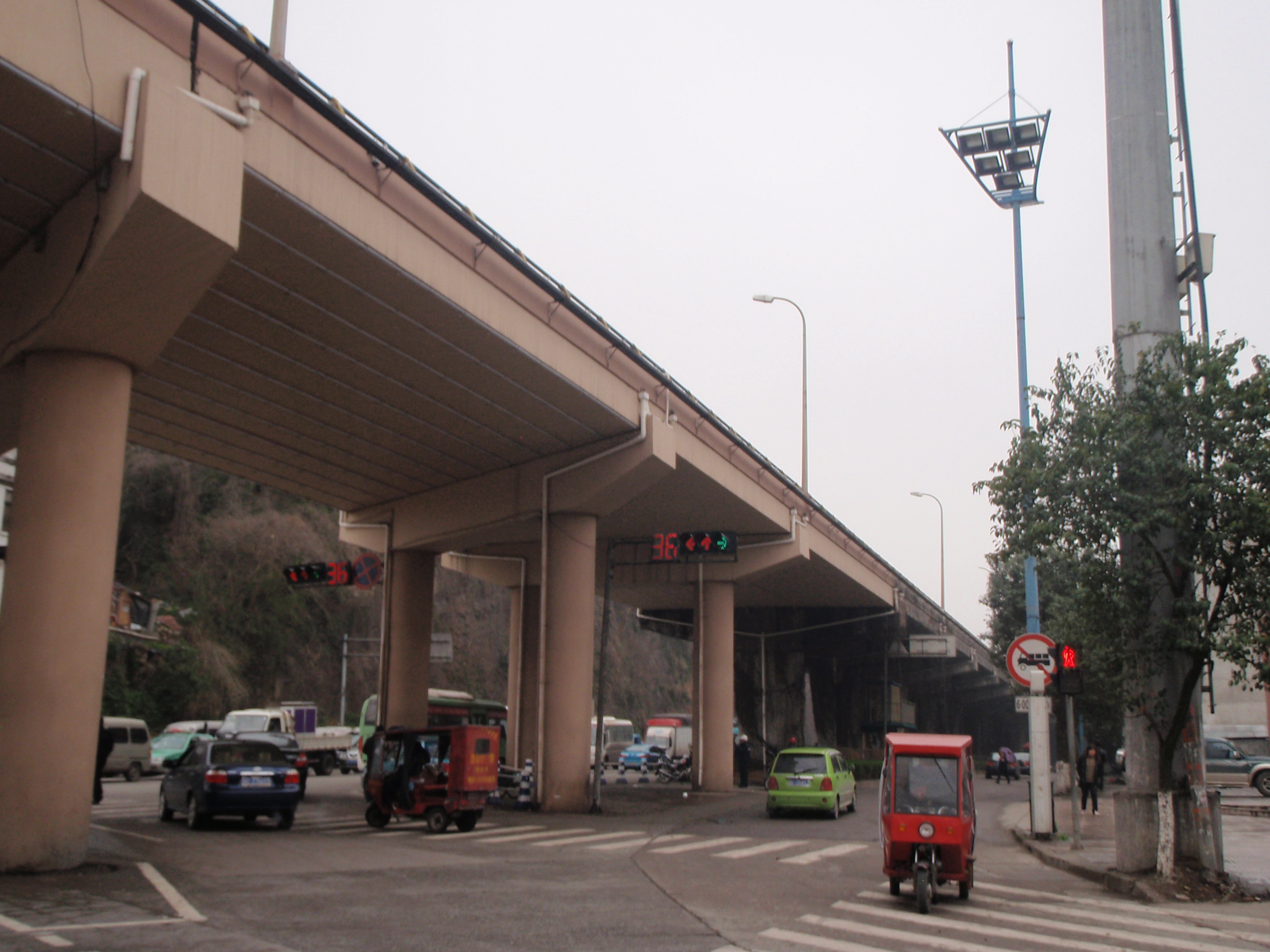
引桥
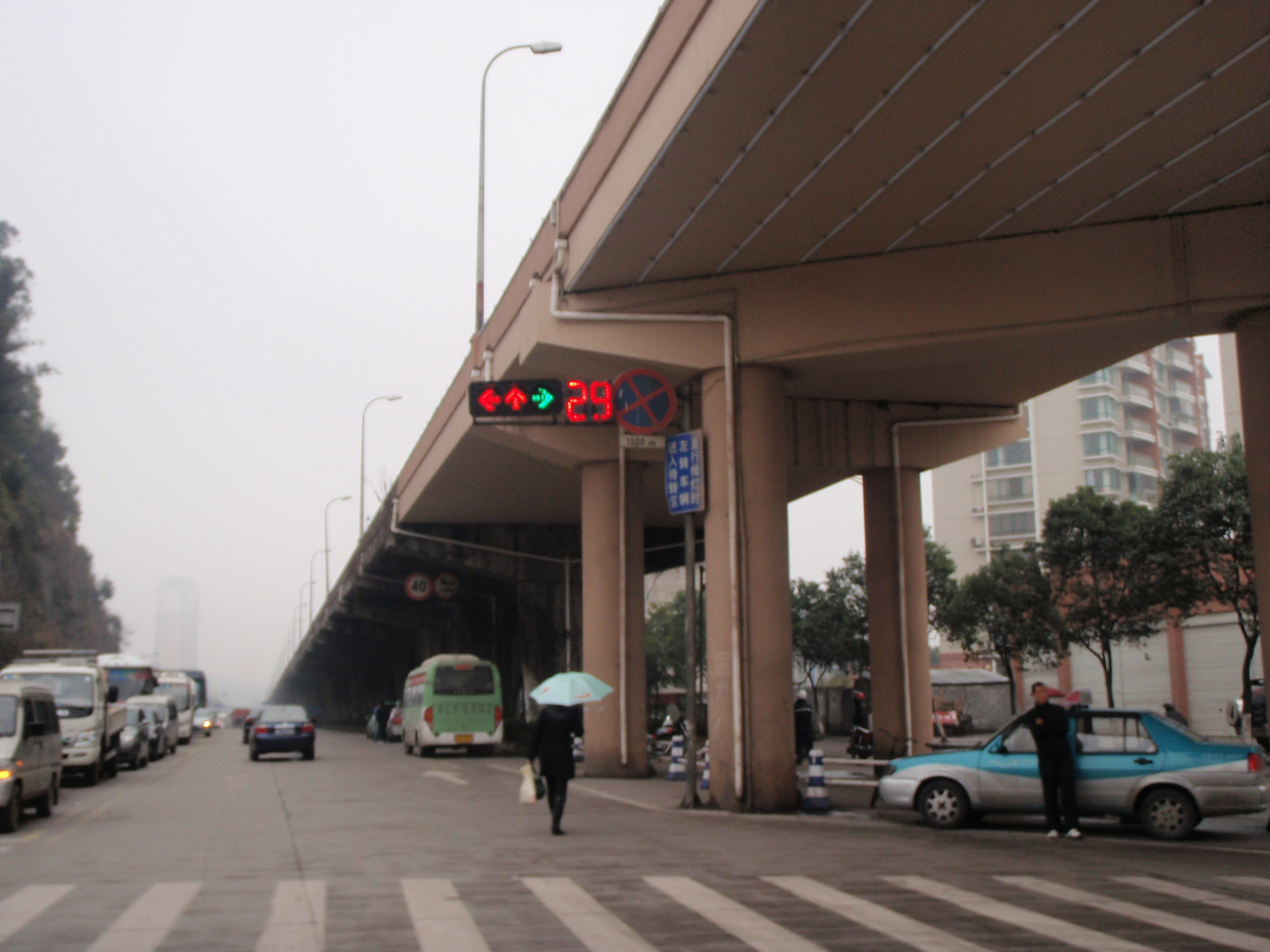
引桥